# بیل ادموندز
بیل ادموندز (انگلیسی: Bill Edmunds; ۲۳ ژانویهٔ ۱۸۹۸ – ۶ نوامبر ۱۹۶۴) بازیکن فوتبال اهل بریتانیا بود.
از باشگاه‌هایی که در آن بازی کرده‌است می‌توان به باشگاه فوتبال دارلینگتون اشاره کرد.